# Meredith Howard
Meredith Howard (...) è un'astronoma amatoriale statunitense, di professione docente di fisica all'Università del Tennessee.
Il Minor Planet Center la accredita per la scoperta dell'asteroide 101777 Robhoskins, effettuata il 13 aprile 1999, in collaborazione con Walter R. Cooney, Jr..